# Kontraaltklarinette
Die Kontraaltklarinette ist das zweitgrößte Mitglied der Klarinettenfamilie, sieht man einmal von den extrem seltenen Subkontra-Instrumenten ab. Kontraaltklarinetten sind in der Regel in Es gestimmt und gehören damit zu den transponierenden Instrumenten. Sie klingt eine Oktave tiefer als die Altklarinette. Ihr tiefster Ton ist normalerweise notiert das kleine es bzw. Es 3, klingend Kontra-F bzw. F1. Ihr Klang ist voll und warm.
Subkontraaltklarinetten liegen eine Oktave niedriger als Kontraaltklarinetten und reichen nach unten notiert bis klein es, klingend Subkontra F bzw. F 0 (21,4 Hz). Zum Vergleich: der tiefste Klavierton ist das Subkontra-A bzw. A 0 (27 Hz).
Die Kontraaltklarinette wird häufig im Klarinettenchor und Ensembles von Klarinetten und Saxophonen eingesetzt. Sie kann auch in einem Blasorchester vorhanden sein. Das Repertoire für Kontraaltklarinette im Sinfonieorchester ist sehr begrenzt. In Ensembles wird sie in der Regel mit den anderen Holzblasinstrumenten, wie (Fagott, Bassklarinette und Kontrabassklarinette) im Unisono eingesetzt oder sie spielt dazu die untere Oktave.

## Geschichte
Die Kontraaltklarinette ist im Grunde eine Entwicklung der 2. Hälfte des 20. Jahrhunderts, wiewohl es im 19. Jahrhundert einige Vorläufer gab:
- 1829 stellte Johann Heinrich Gottlieb Streitwolf, ein Instrumentenbauer in Göttingen, ein in F gestimmtes Instrument in der Form und Griffweise eines Bassetthorns vor, das man als Kontrabassetthorn bezeichnen könnte, da es eine Oktave tiefer als dieses spielte.
- Um 1890 entwickelte der belgische Klarinettenbauer Eugène Albert bzw. sein Sohn E.J. Albert ebenfalls eine Altklarinette in F, aber ohne die für das Bassetthorn typischen zusätzlichen Bassetttöne notiert c bis es.
- 1851 meldete Adolphe Sax ein Patent an[4] für eine, wie er sie nannte, Kontra bass klarinette in Es, mit dem Ziel, den gestrichenen Kontrabass des Sinfonieorchesters in den Blasorchestern durch ein Instrument zu ersetzen, das wie dieser bis zum Kontra-G bzw. G1 reicht. Das ist bei einer in Es gestimmten Kontra-Klarinette mit einem wie den meisten Klarinetten nach unten reichenden Tonumfang bis – notiert – klein e der Fall. Die Tonlage dieses Instruments kennzeichnet es heute als Kontra alt klarinette. Es kam aber nie auf den Markt.
- Um 1880 baute der italienische Klarinettenbauer Alessandro Maldura eine Kontraaltklarinette in Es aus Grenadillholz mit 14 Klappen, 1,93 m lang, die er Clarone grande nannte, ausgestellt auf der Italienischen Nationalausstellung 1881 in Mailand.[5][6]

20. Jahrhundert
- Von 1964 bis 1983 baute Georges Leblanc Paris 4 Modelle einer Kontraaltklarinette in Es (330, 335, 350 und 352)[7] aus Metall in Form einer Posaune (bekannt als Büroklammer oder Paperclip), die notiert bis d (später sogar bis c) hinabreichten und eine automatische Doppelregistertaste hatten, die das hohe Register auf 5½ Oktaven erweiterte. Diese Modelle haben auch drei Trillertasten auf der rechten Seite des Oberstücks. Die Posaunenform erleichtert den Transport des Instruments gegenüber dem traditionellen geraden, nicht zerlegten Modell erheblich.[8]

Andere Hersteller von Kontraaltklarinetten haben hauptsächlich gestreckte Modelle entwickelt. Dazu gehören:
- Henri Selmer Paris:
  - Modell der Serie 9 (1960?)
  - Modell 26 in Rio-Palisander, bis e (notiert), 18 Klappen und 7 Ringe
  - Modell 40: 18 Klappen und 7 Ringe
- Buffet Crampon
  - Metallmodell, das 1891 für Evette und Schaeffer patentiert worden war (Patent FR218373/5)[9]
  - Modell Prestige 1553 aus Grenadill, bis es (notiert), 19 Klappen
- Conn-Selmer USA (ab 1980), Bundy (von 1970 bis 1980), Buescher (ca. 1968–1969): Modell 1440 aus Ebonit, bis es (notiert), mit 18 Klappen und 7 Ringen. Dieses Studienmodell war in den USA sehr beliebt und wurde auch von Profis verwendet. Es hat zweimal die Marke gewechselt.
- Leblanc USA / Vito: Modell L7181 in Reso-Tone Material, bis es (notiert)
- Ripamonti, italienischer Hersteller: Modell 322 in Palisander, bis d (notiert)
- Martin Frères Company[10]
  - EE-3488 Modell in ABS
  - EE-3434 Modell aus Ebonit

Heutige Kontraaltklarinetten basieren hauptsächlich auf dem Böhm-System. Der Klarinettenbauer Martin Foag hat allerdings zwei Modelle mit deutschem System (Oehler-System) im Programm.

## Beschreibung und Technik
Die Technik der Kontraaltklarinette ähnelt der der Altklarinette in Es, nur dass ihr Tonumfang eine Oktave tiefer ist. Der Tonumfang der meisten Kontraaltklarinetten reicht nach unten notiert bis zum kleinen es (klingend Kontra-F/F1). Wie auch bei der Altklarinette gehen einige Modelle bis d und wenige auch bis c (klingend Kontra-Es). Dazu muss das Instrument länger sein und über zusätzliche Klappen verfügen, die der Spieler mit dem rechten Daumen und/oder den kleinen Fingern betätigt (wie beim Bassetthorn). Auch im mittleren und hohen Bereich liegen die Griffe auf der Kontraaltklarinette aber auch den anderen tiefen Klarinetten teilweise anders als auf den Klarinetten oberhalb der Altlage, jedenfalls beim Böhm-System.
Einige Schülermodelle haben einen eingeschränkten Tonumfang im oberen Register und gehen typischerweise nur bis zum dreigestrichenen C bzw. C6.
Moderne Kontraaltklarinetten haben eine doppelte (oder sogar dreifache) automatische Registerklappe.
Die Kontraaltklarinette hat ein gebogenes Schallstück, das hauptsächlich aus Metall besteht und für die Klangprojektion notwendig ist. Er befindet sich im untersten Bereich des Instruments und kann zum Transport herausgenommen werden. Bei den gebogenen Klarinetten („Büroklammer“) befindet sich das Schallstück im oberen Teil des Instruments.
Das Instrument kann im Sitzen gespielt werden (typisch im Orchester, Klarinettenensemble, …) oder im Stehen mit Hilfe eines Stabes (Spike) oder eines einfachen oder doppelten Gurtes (typisch im Jazz).
Bei der Orchestrierung ist das Spiel der Altklarinette genauso schnell wie das der Bassklarinette. Im Gegensatz zu anderen tiefen Blasinstrumenten (Kontrafagott, Tuba, …) kann es eine breite Palette von Nuancen von „fff“ bis „ppp“ und Artikulationen („legato“, „staccato“, slap, …) spielen. In der zeitgenössischen Musik nutzen Komponisten seine Fähigkeit, mehrstimmige Klänge zu erzeugen.

## Länge
Die Länge des Rohrs (ohne Schallbecher) reicht von etwa 19 Dezimetern für eine Kontraaltklarinette, die nach unten bis notiert es reicht und bis zu etwa 23 Dezimetern für ein Instrument bis c.

## Ton
Die Kontraaltklarinette in Es spielt eine Oktave unterhalb der Altklarinette in Es, eine Quinte unterhalb der Bassklarinette sowie eine Quarte oberhalb der Kontrabassklarinette und eine Oktave oberhalb der Subkontraaltklarinette.
Der notierte Tonumfang für die Kontraaltklarinette beginnt, wie bereits dargestellt, je nach Bauart bei c, d oder es (klingend Kontra-Es = Es 1 mit 39 Hz, F 1 oder Fis 1 und reicht bis zum dreigestrichenen G bzw. G 4 (klingend eingestrichenes B bzw. B 4) und umfasst drei Oktaven plus eine Quint bzw. eine Quart bzw. eine große Terz.

## Repertoire
Da die Kontraaltklarinette ein sehr junges Instrument ist, ist ihr Repertoire überschaubar und deutlich geringer als das für die Kontrabassklarinette. Sie ist in allen Musikstilen vertreten, die nach Ende des 19. Jahrhunderts entstanden sind, vom Neoklassizismus, Neuer Musik über den Jazz und die zeitgenössische Musik bis hin zum experimentellen Rock.
In der Mitte der 1960er Jahre sollen Stücke, in denen auch Kontraaltklarinetten zum Einsatz kamen, selbst aus den Lautsprechern kleiner Fernsehgeräte zuhören gewesen sein. Auch in Hollywood war das Instrument: frühe Episoden von The Twilight Zone, Star Trek, …
Podcast-Sendungen wurden den Kontrabass- und Kontraaltklarinetten gewidmet: Band Nerd Cast.
Angesichts des begrenzten schriftlichen Repertoires in Orchestern und Ensembles können Kontraaltklarinetten Unisono mit anderen tiefen Blasinstrumenten spielen oder in der unteren Oktave den höher spielenden Holzbläsern ein Fundament zu geben (Orgelpedaleffekt).
Partituren für Baritonsaxophon in Es für Blaskapellen können auch für Kontraaltklarinette verwendet werden. Schließlich gibt es Transscriptionen und auch Simultantranspositionen von Stücken, die für tiefe Instrumente in C geschrieben wurden, wie z. B. Kontrabass, Bassgitarre, Fagott und Tuba.
In den Verlagen wird ein Teil des Repertoires der Kontraaltklarinette mit dem der Kontrabassklarinette geteilt.

### Neoklassizismus
- Arnold Schönberg, Serenade op. 24 (1920–1923) für Bariton und Septett. Dieses Werk wurde ursprünglich für eine Kontrabassklarinette in A geschrieben, deren Existenz nicht bekannt ist. Es wird auch mit einer Bassklarinette oder Kontrabassklarinette in B gespielt, was unter Klarinettisten üblicher ist.
- Lien, Fantastisches Scherzo mit Klavier.
- Siennicki, Nocturne mit Klavier.
- Bret Newton, Drei Lieder für Contra-Altklarinette und Klavier.
- Samuel Adler, The Shadow Boxer: A study for each of the four wood-winds, (1963). Anmerkung des Komponisten: „Die Klarinette in B kann mit einer Bassklarinette oder einer Es-Klarinette oder mit beiden kombiniert werden“.

### Klarinettenensemble
- Dick Hyman, Sextett für Klarinetten.

### Blasorchester
- Lucien Cailliet ist bekannt für seine Arrangements für Blasorchester und Klarinettenensembles, die über 6 Oktaven verschiedene Klarinetten von der kleinen Klarinette bis zur Kontraaltklarinette kombinieren.[2]

Die Kontraaltklarinette wird regelmäßig in professionellen Blasorchestern verwendet.
Die Amerikaner wurden sich während des 20. Jahrhunderts der Bedeutung der Instrumentierung bewusst, um Instrumenten wie der Kontraaltklarinette einen Platz in der Blaskapelle zu geben (auf Englisch Military band oder Concert band). Ein Beispiel dafür sind die Fantasievariationen über ein Thema von Paganini von James Barnes, in denen die Kontraaltklarinette eine Variation solistisch gestaltet.

### Bearbeitungen
Es gibt Bearbeitungen für dieses Instrument, die aus dem Repertoire für andere tiefe Blasinstrumente (Tuba, Fagott, …) stammen.
- Andrea Catozzi, Beelzebub (Abwechslungsreiches Programm für Tuba solo)

### Galerie

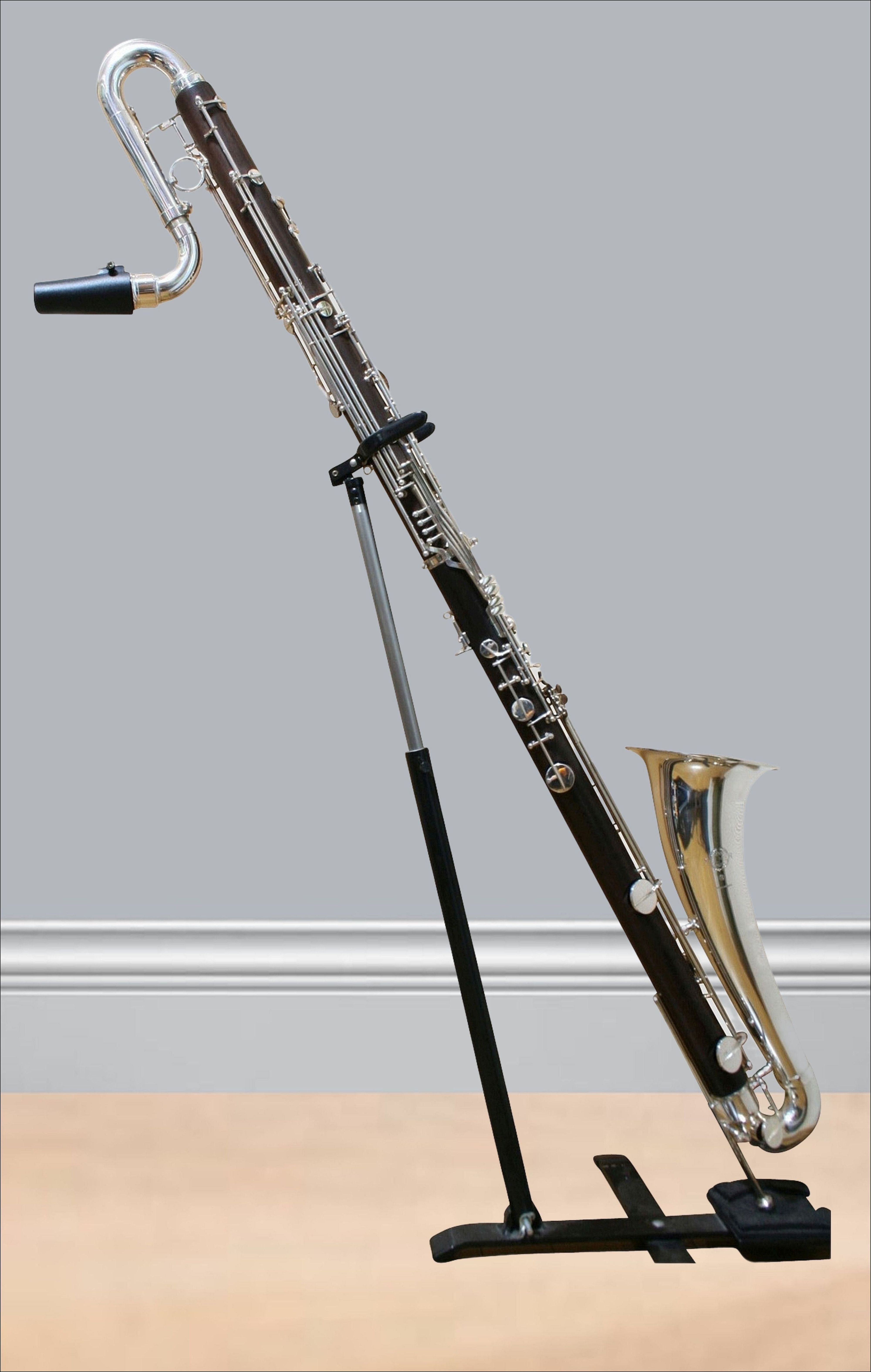
Kontraaltklarinette von Selmer aus Palisander, mit imposanter Größe des Schalltrichters.
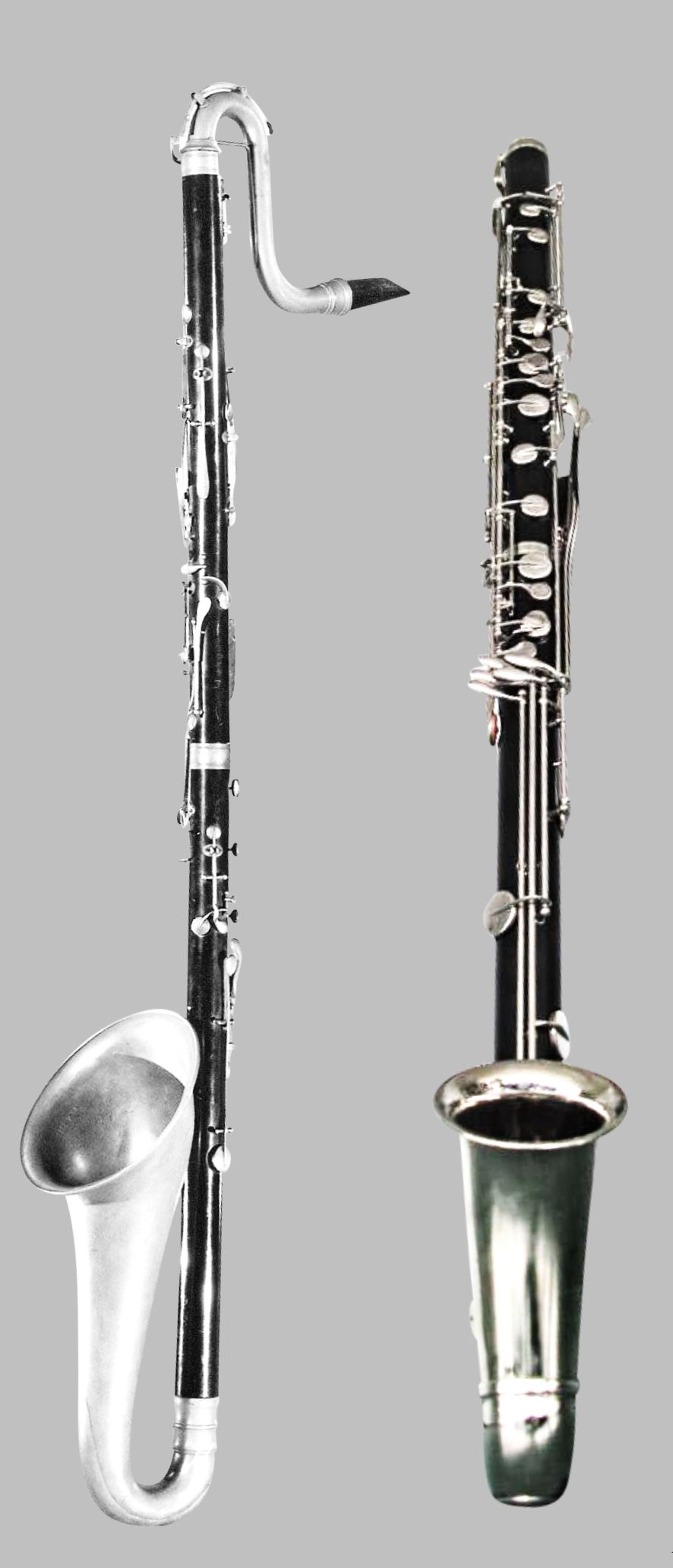
Malduras Kontraaltklarinette, um 1880, bekannt als Clarone grande von der Seite und eine neueres Instrument von vorne
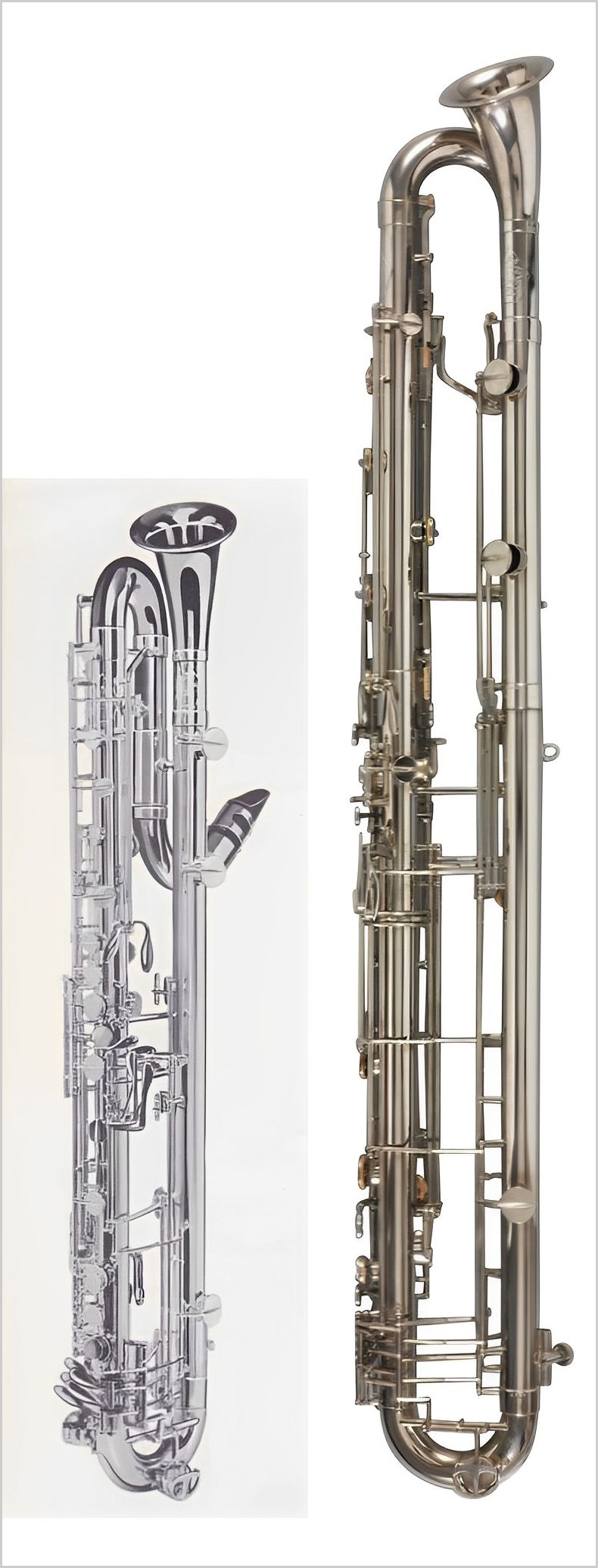
Klarinetten „Paperclip“ von Georges Leblanc Paris als Kontraalt- und als Kontrabassklarinette
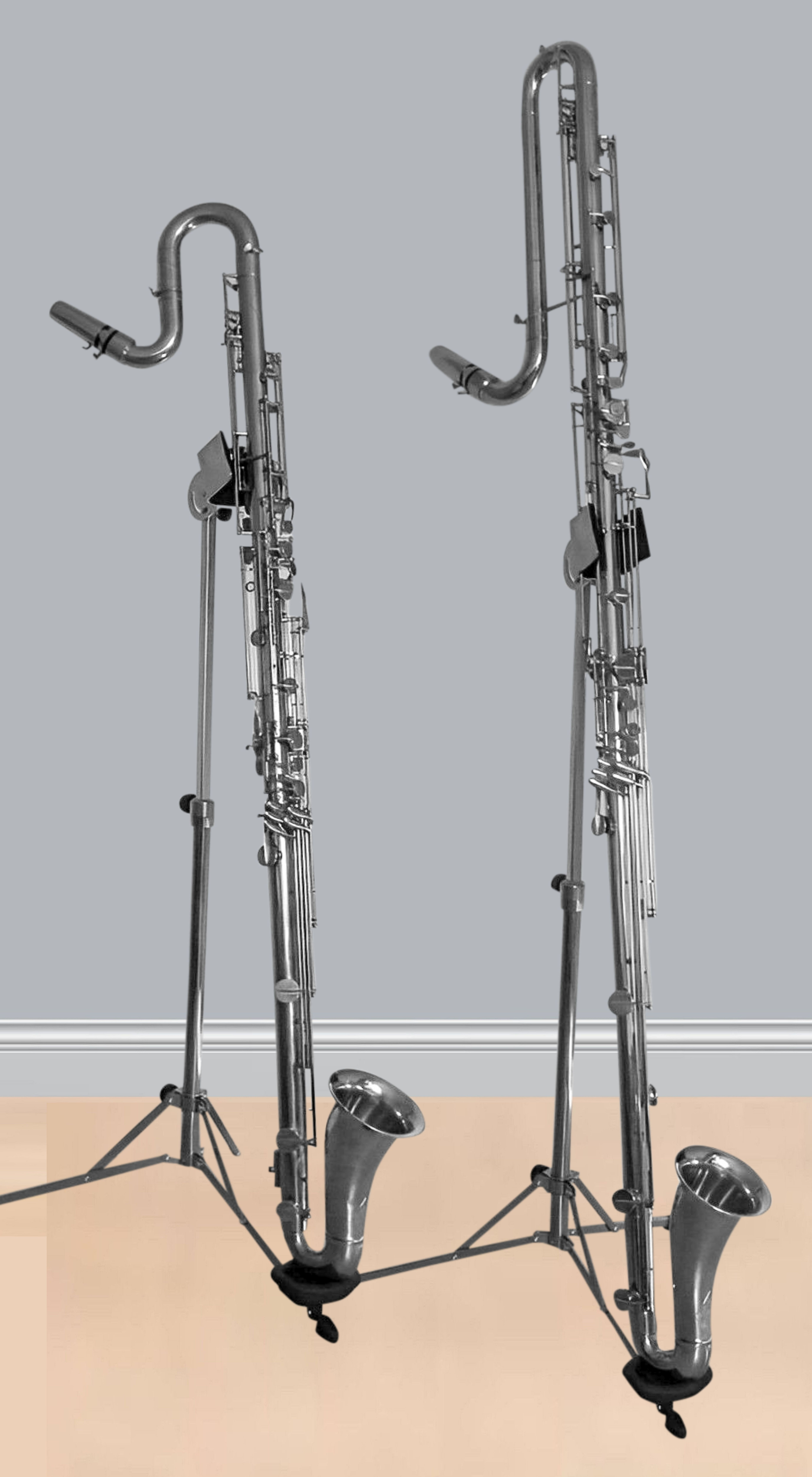
Eine Kontraaltklarinette 352 Leblanc (links) im Vergleich zu einer 342 Leblanc-Kontrabassklarinette
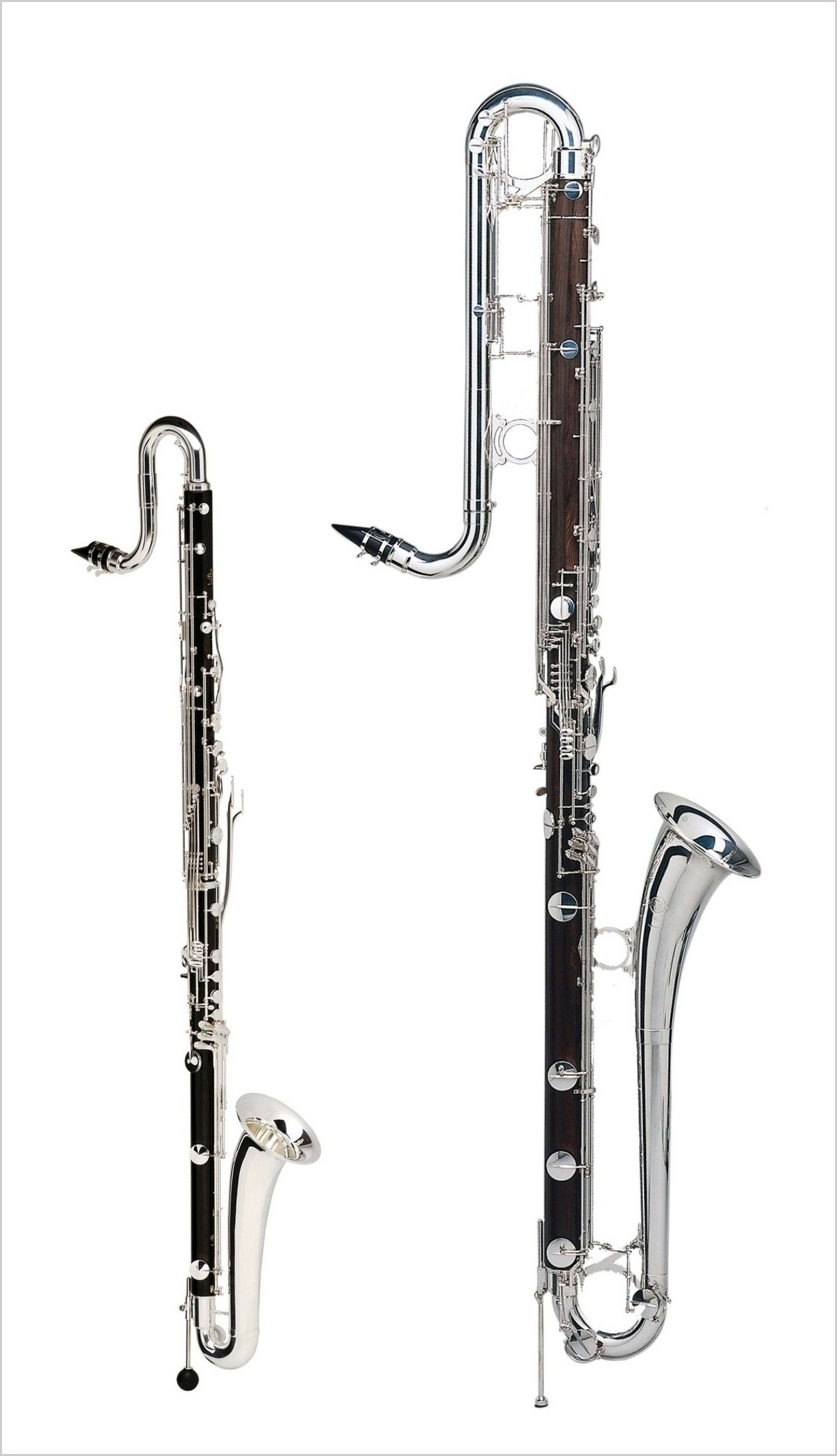
Kontraaltklarinette Buffet Crampon im Vergleich zu einer Kontrabassklarinette von Selmer
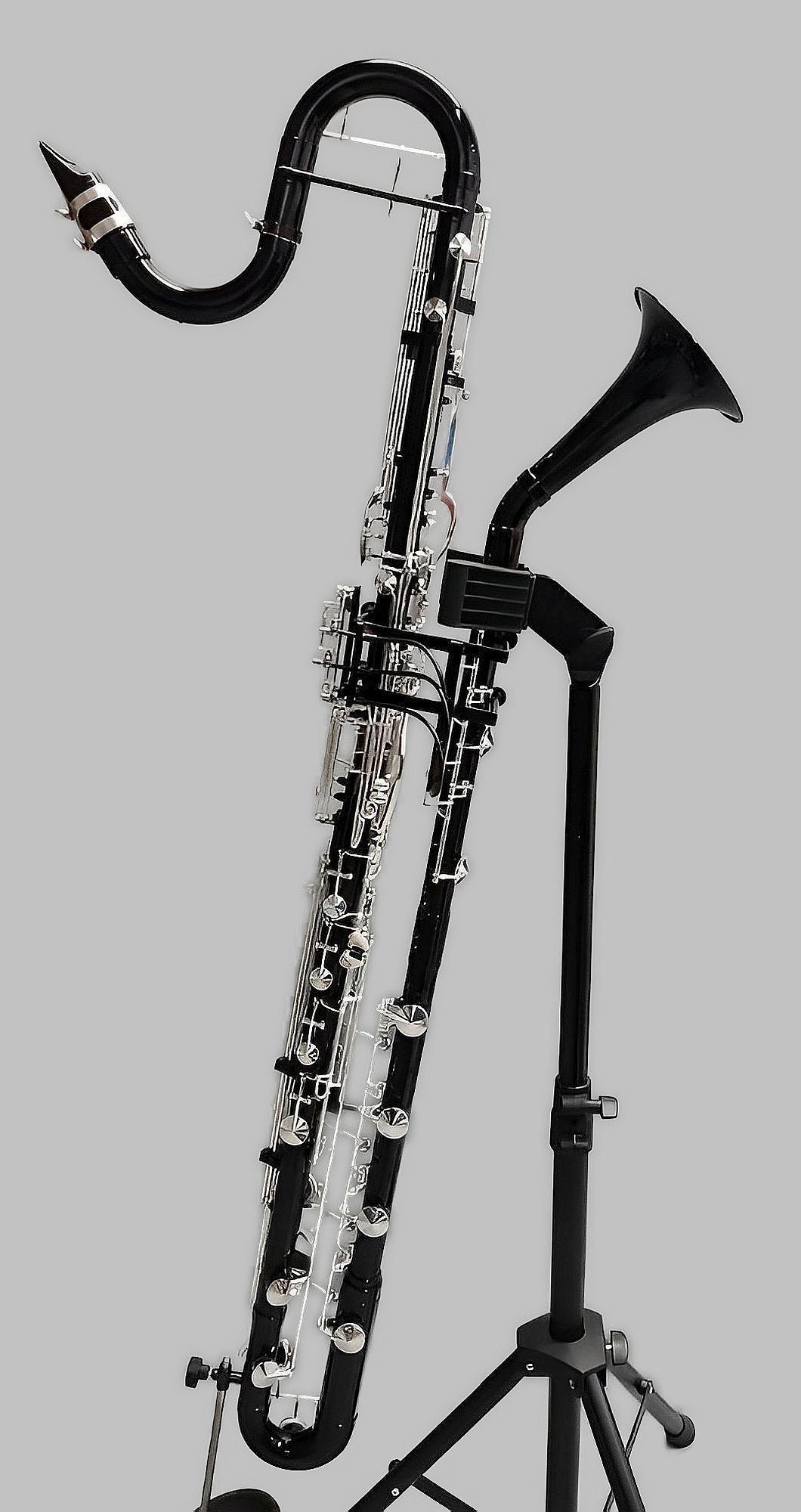
Moderne Kontraaltklarinette von Foag, deutsches System, tiefster Ton notiert: das große A (!!)

## CD-Aufnahmen mit Kontraaltklarinette
Aufnahmen, bei denen der Kontraaltklarinettist als Solist oder Kammermusiker hervortritt, sind äußerst selten.
- Brandon Evans, Solo Contra Alto Clarinet (Live in Brussels, 1999) (CD, 2001, Label Parallactic Recordings).
- Alberto Pinton, Mirror for Contra-Alto Clarinet im Album The Visible, (CD, 2005, Moserobie, MMP, CD022)[15].
- Teppo Salakaa, Fragmented Visions (CD, 2018)[16].
- Jason Alder & Piotr Michalowski, Contradictions: Duets for Contrabass and Contra-Alto Clarinets (CD, 2019, Label Creative Sources Recordings, CS602).
- Denis Colin, Quiet men (CD, 2019, Label Faubourg du Monde)[17].
- Brian Landrus.
- Richard F. Dixon.
- John Linnell, mit seiner Band They Might Be Giants, Nanobots (CD, 2013, Lojinx Label).
- Damien Sabatier, mit seiner Band Impérial Quartet, GRAND CARNAVAL (CD, 2016, Label Inouïe Distribution).